# کبوترخانه امیرآباد
کبوترخانه امیرآباد مربوط به دوره پهلوی اول است و در شهرستان خمین، بخش مرکزی، دهستان حمزه لو، روستای امیرآباد واقع شده و این اثر در تاریخ ۲۶ اسفند ۱۳۸۶ با شمارهٔ ثبت ۲۲۰۹۳ به‌عنوان یکی از آثار ملی ایران به ثبت رسیده است.